# Fondation et Empire
Fondation et Empire (titre original : Foundation and Empire) est un roman de science-fiction d’Isaac Asimov publié en 1952. Il est le deuxième tome du Cycle de Fondation et contient deux romans courts initialement publiés de façon séparée dans la revue Astounding Science-Fiction : Le Général et Le Mulet (ce dernier étant lui-même composé de deux parties, intitulées « Le Mulet » et « Le Clown »). Bien qu’il constitue aujourd'hui le quatrième épisode chronologique de ce cycle, il est le deuxième à avoir été écrit et peut donc être lu indépendamment de Prélude à Fondation et L'Aube de Fondation.

## Résumé
Ce livre du Cycle de Fondation est composé de deux romans courts, chacun formant une histoire à part entière.

### Le Général
Ce roman court (titre original : The General) fut initialement publié en avril 1945 sous le titre original Dead Hand. Il fut nommé, mais non récompensé, pour le prix Hugo du meilleur roman court 1946, prix attribué rétrospectivement lors de la cérémonie des prix Hugo 1996.
Bel Riose, ambitieux général de l’Empire, le dernier des impérialistes d'après l'Encyclopaedia Galactica, interroge Ducem Barr, patricien et ancien soldat de Siwenna à propos de la Fondation. Il décide à la suite de cet entretien d’annexer la Fondation, devenue trop indépendante. Le peu de renseignements sur la lointaine institution que possède Bel Riose est compensé par l’enlèvement de Ducem Barr et de Lathan Devers, un marchand de la Fondation qui s'est laissé capturer afin de s’infiltrer comme espion. 
Entre-temps, l’Empereur Cléon II envoie Ammel Brodrig, son secrétaire privé en qui il a toute confiance, pour surveiller Bel Riose, ce dernier demandant inexplicablement des renforts pour lutter contre un ennemi insignifiant aux yeux de l’Empire. Interrogé par le secrétaire de l’Empereur, Lathan Devers annonce que la Fondation possède le pouvoir de transmuter les métaux. Ceci permet à la Fondation d’obtenir une richesse considérable, et donnerait ainsi un avantage certain à Bel Riose dans la conquête de l’Empire. Les deux membres de la Fondation s’attendent à une arrestation du général par le secrétaire. Cependant, il apparaît alors que le secrétaire est prêt à s’associer à Bel Riose pour renverser l’Empereur. 
Lathan Devers, associé à son compagnon Ducem Barr, décide de s’enfuir avant de passer à la psychosonde. Dans leur fuite, ils parviennent à récupérer une information officielle qui pourrait être vue par Cléon II comme une preuve capitale de la trahison du général et du secrétaire. Les deux hommes se rendent sur Trantor dans le but d'en informer l’Empereur. Cependant, après des semaines de paperasse et de corruption dans la capitale impériale, un officier de police tente de les arrêter, car il voit dans leur hâte de rencontrer l’Empereur une tentative d’assassinat. Finalement, les deux hommes tuent le policier et parviennent à quitter Trantor. Un peu plus tard, le général comme le secrétaire sont arrêtés et exécutés par l’Empereur qui soupçonne un coup d'État. L’Empire n’est plus alors un danger pour la Fondation.
À la suite de cette guerre, Siwenna devient la première province à passer de l'Empire à la Fondation.

### Le Mulet
Ce roman court (titre original : The Mule) fut initialement publié en deux parties en novembre 1945 et décembre 1945. Il fut récompensé par le prix Hugo du meilleur roman 1946, prix attribué rétrospectivement lors de la cérémonie des prix Hugo 1996. Il est composé de deux parties, « Le Mulet » et « Le Clown ».

#### «Le Mulet»
Toran Darell et sa femme Bayta, membres des Marchands Indépendants originaires de la planète Port, se rendent sur Kalgan, sur indication de Fran, le père de Toran, et de son oncle Randu, pour tenter de rencontrer le Mulet qui y règne en maître. Ce voyage périlleux a pour but de provoquer une crise Seldon dans l’espoir d’améliorer la situation des Marchands indépendants, en tension extrême avec la Fondation.
Le capitaine Han Pritcher tente de convaincre le maire héréditaire Indbur III qu’un nouvel ennemi, le Mulet, est une menace pour la Fondation. Han Pritcher rencontre plus tard les époux Darell sur Kalgan ; il leur révèle les origines floues du Mulet, se basant uniquement sur ce dont il est sûr : le Mulet est un mutant, mais ses facultés sont inconnues.
À la suite d'un concours de circonstances, Bayta et Toran rencontrent le clown du Mulet, Magnifico Giganticus, qui semble détenir une information capitale sur ce dernier. Ils décident de le ramener, avec l’aide du capitaine Han Prichter, sur Terminus. Les troupes du Mulet prennent cet enlèvement comme prétexte pour attaquer la Fondation. Les Marchands Indépendants, bien que s’opposant au pouvoir héréditaire du maire et préparant une guerre civile, décident finalement de joindre leurs forces à celles de la Fondation face à l’avancée inexorable du Mulet qui conquiert les planètes alliées les unes après les autres. 
Le clown, noyé dans une peur constante de son maître, ne révèle aucune information capitale permettant d’identifier le Mulet. Hari Seldon apparaît dans la crypte, mais à la surprise générale, ne parle que d'une guerre civile avec les Marchands Indépendants et ne mentionne en rien le Mulet. C'est que celui-ci, acteur individuel et donc imprévisible pour la psychohistoire, qui ne connaît que les grandes masses d'individus, a bouleversé à lui seul l’ordre des forces en présence. À la suite d'une attaque éclair, Terminus tombe sous le contrôle du Mulet, qui est désormais à la tête de toutes les planètes de la Fondation, à l'exception de celles contrôlées par les Marchands Indépendants.

#### «Le Clown»
Sur Terminus en proie à la panique, les deux époux Bayta et Toran Darell ainsi que le psychologue Ebling Mis et le clown Magnifico Giganticus partent pour Port, bastion des Marchands Indépendants. Mais quatre mois après la prise de Terminus, le moral des habitants de Port est si mauvais que Randu, qui est dans les instances dirigeantes des Marchands Indépendants, les incite à fuir la planète et à se rendre sur Trantor pour qu'Ebling Mis, le seul psychologue de la Fondation, tente de trouver des informations dans la bibliothèque impériale à propos des fondements de la psychohistoire et de la Seconde Fondation. Si la Seconde Fondation n'est qu'une boutade lancée par Hari Seldon lui-même, pourquoi la Fondation ne comporte-t-elle pas un seul psychologue ni psychohistorien ? La Seconde Fondation doit donc certainement être une société secrète de psychohistoriens, gardiens du plan Seldon, et donc seul espoir de la Première Fondation face au Mulet.
Pendant ce temps, sur Terminus, Han Pritcher s’est impliqué dans la résistance ; il entreprend une attaque suicide contre le Mulet, tentative qui échoue car le camp adverse était au courant de ses agissements.
Au cours de leur voyage vers Trantor, l'astronef piloté par Toran se pose sur Néotrantor, pseudo-siège du pouvoir impérial après le Grand Pillage de Trantor. Toran et ses trois compagnons viennent demander l'autorisation au nouvel Empereur, vieux et presque sénile, de se poser sur l'ancienne capitale mais ils sont accueillis avec méfiance. Le clown les sauve finalement en tuant le fils de l'empereur, qui les avait capturés, en utilisant un instrument de musique, le Visi-Sonor, qui crée des hallucinations visuelles. Il laisse toutefois entendre qu'il l'a fait parce qu'il ne supportait pas que le fils de l'empereur manque de respect à Bayta Darell. Les quatre compagnons quittent précipitamment Néotrantor.
Une fois posés sur Trantor, ils reçoivent une visite diplomatique de Han Pritcher. Ce dernier a été converti par le Mulet. Il leur annonce que la mutation de ce dernier lui a donné une certaine forme de télépathie ainsi que le pouvoir de contrôler les émotions des personnes qui se trouvent sur la même planète que lui. Han Pritcher cherche sans succès à les dissuader de leur quête de la Seconde Fondation puis il quitte la planète.
Ebling Mis se plonge dans ses recherches à la bibliothèque impériale avec une intensité qui dégrade peu à peu son intégrité physique. Cependant, lorsque presque agonisant, il découvre et s’apprête, en proie à une surprise immense, à révéler l’emplacement de la Seconde Fondation, il est tué de la main même de Bayta. L’épouse de Toran prétend qu'elle a ainsi empêché le Mulet d'être informé de cette information capitale. Elle a en effet déduit que le clown, capable de tuer par la pensée par l'entremise du Visi-Sonor, n’est autre que le Mulet qui, se faisant passer pour son propre serviteur, peut influencer les esprits des foules des mondes qu’il s'apprête à conquérir. C'est parce que le Mulet lui-même était toujours avec eux qu'ils ont pu parvenir sur Trantor sans se faire arrêter. Magnifico ne fait rien pour réfuter cette conclusion. Il exerçait d’ailleurs un contrôle mental sur Toran et le scientifique, alimentant sa recherche obstinée jusqu’à la mort, repoussant les soupçons de l’époux et communiquant avec sa flotte. La suspicion de Bayta, qu’elle a dû garder secrète jusqu’au dernier moment, n’était possible que parce que le Mulet se refusait à employer sur elle son pouvoir de persuasion, émerveillé qu'il était par la compassion bien réelle de celle-ci à son égard. Il déclare en effet qu'à cause de son physique, personne n'a jamais ressenti naturellement de sentiment positif envers lui. C’est ainsi qu’il révèle son amour pour elle, sa vie et sa stérilité qui est à l'origine de son surnom. Il leur laisse la vie sauve par amitié, partant mélancolique à la conquête de la Seconde Fondation, sachant qu'ils ne peuvent de toute façon plus s'opposer à ses projets.

## Le Mulet dans la culture populaire
Le groupe Deep Purple a écrit une chanson sur le Mulet intitulée The Mule, parue sur l'album Fireball.